# Мецана Сант'Антонио Сопра (Мантова)
Мецана Сант'Антонио Сопра је насеље у Италији у округу Мантова, региону Ломбардија.
Према процени из 2011. у насељу је живело 11 становника. Насеље се налази на надморској висини од 21 м.